# Казаков Родіон Родіонович
Родіон Родіонович Казаков (рос. Казаков Родион Родионович; 1758—1803) — російський архітектор доби класицизму, працював переважно у Москві, на замовлення московських купців. Будував купецькі садиби та церкви, зокрема — Храм Варвари Великомучениці на Варварці, Церкву Святого Мартина Сповідника, садибу Жигарева. 1801 року очолив Експедицію кремлівського будівництва. У 1801—1803 роках працював директором московського архітектурного училища..